# Psicólogo interno residente
El psicólogo interno residente (PIR) se refiere a la vía de formación de postgrado, eminentemente práctica, elaborado y desarrollado conjuntamente por los Ministerios de Sanidad y Consumo, y Educación y Cultura, con una duración de 4 años, en periodo de residencia, para la obtención del título de Psicólogo Especialista en Psicología Clínica (Real Decreto 2490/1998) que existe en España desde el año 1993, exigido para trabajar como psicólogo en el ámbito de la salud pública. El PIR sería el equivalente en psicología al MIR en medicina. 
Comenzó a desarrollarse e implantarse en el ámbito de algunas comunidades autónomas en 1983, en concreto en Asturias y Andalucía, pasando posteriormente al ámbito estatal.
Sólo los psicólogos con el título de Especialista en Psicología Clínica están habilitados para ejercer en el ámbito del Sistema Nacional de Salud, Ley 44/2003 de Ordenación de Profesiones Sanitarias (LOPS) de 2003 con la categoría correspondiente de Facultativo Especialista de Área (F.E.A.) en igualdad a otras especialidades sanitarias, «garantizando asimismo que todos los profesionales sanitarios cumplen con los niveles de competencia necesarios para tratar de seguir salvaguardando el derecho a la protección de la salud». 
"Los psicólogos que desarrollen su actividad en centros, establecimientos y servicios del Sistema Nacional de Salud o concertados con él, para hacer efectivas las prestaciones sanitarias derivadas de la cartera de servicios comunes del mismo que correspondan a dichos profesionales, deberán estar en posesión del título oficial de Psicólogo Especialista en Psicología Clínica al que se refiere el apartado 3 del anexo I del Real Decreto 183/2008, de 8 de febrero, por el que se determinan y clasifican las
especialidades en Ciencias de la Salud y se desarrollan determinados aspectos del sistema de formación sanitaria especializada».
A partir de 2011, se crea la figura del Psicólogo General Sanitario (PGS) y el máster oficial en Psicología Sanitaria orientado a la obtención de dicho título. Ello capacita para ejercer a psicólogos licenciados/graduados en el ámbito sanitario privado con carácter generalista o no especializado: La condición de Psicólogo General Sanitario no habilita para llevar a cabo intervenciones especializadas, que corresponderían al Psicólogo Especialista en Psicología Clínica. 
Las funciones, según la ley, del Psicólogo General Sanitario son: «...la realización de investigaciones, evaluaciones e intervenciones psicológicas sobre aquellos aspectos del comportamiento y la actividad de las personas que influyen en la promoción y mejora del estado general de su salud, siempre que dichas actividades no requieran una atención especializada». De esta forma se establece como requisito mínimo para ejercer la psicología como profesión sanitaria en el ámbito privado poseer el título de licenciado/graduado en Psicología más el título oficial de máster en Psicología General Sanitaria. El Psicólogo Especialista en Psicología Clínica sería el último grado en la formación oficial dentro de la rama sanitaria de la Psicología.
Además de las áreas tradicionalmente reconocidas en Salud Mental de adultos e infantojuvenil, el PIR incluye formación en las siguientes áreas, entre otras: atención primaria, interconsulta hospitalaria, rehabilitación, adicciones, neuropsicología, psicooncología, etc.

## Historia
Comenzó a desarrollarse e implantarse en el ámbito de algunas comunidades autónomas en 1983 y en el ámbito estatal a partir de 1993.
| Año  | Plazas | Candidatos | Ratio |
| ---- | ------ | ---------- | ----- |
| 1994 | 52     | 3500       | 67.31 |
| 1995 | 56     | 1630       | 29.11 |
| 1996 | 56     | 1650       | 29.46 |
| 1997 | 64     | 1300       | 20.31 |
| 1998 | 61     | 1250       | 20.49 |
| 1999 | 60     | 1800       | 30    |
| 2000 | 67     | 1600       | 23.88 |
| 2001 | 71     | 1500       | 21.13 |
| 2002 | 70     | 1327       | 18.96 |
| 2003 | 74     | 1654       | 22.35 |
| 2004 | 74     | 1663       | 22.47 |
| 2005 | 81     | 2098       | 25.9  |
| 2006 | 89     | 2040       | 22.92 |
| 2007 | 98     | 2077       | 21.19 |
| 2008 | 107    | 1953       | 18.25 |
| 2009 | 126    | 2313       | 18.36 |
| 2010 | 131    | 2659       | 20.3  |
| 2011 | 136    | 3113       | 22.89 |
| 2012 | 141    | 3693       | 26.19 |
| 2013 | 128    | 3853       | 30.1  |
| 2014 | 130    | 3974       | 30.57 |
| 2015 | 127    | 4098       | 32.27 |
| 2016 | 129    | 4025       | 31.2  |
| 2017 | 135    | 4189       | 31.03 |
| 2018 | 141    | 4072       | 28.88 |
| 2019 | 189    | 4319       | 22.85 |
| 2020 | 198    | 4227       | 21.35 |
| 2021 | 204    | 4347       | 21.31 |
| 2022 | 231    | 4028       | 17.44 |
| 2023 | 247    | 3844       | 15.56 |
| 2024 | 274    | 3864       | 14.1  |